# 몽파르나스 탈선 사고
몽파르나스 탈선 사고(프랑스어: Accident ferroviaire de la gare Montparnasse)는 1895년 10월 22일 오후 4시 그랑빌-파리 간 열차가 몽파르나스역에서 차막이를 넘어 오버런한 사고이다. 기차가 몇 분 지연되어 기관사가 이를 만회하기 위해 과속을 하면서, 너무 빠른 속도로 역에 들어오고 기차의 에어브레이크가 작동하지 않았다. 기차가 차막이를 넘어버린 후 역 광장을 뚫고 역 벽 밖으로 추락하여 아랫쪽의 랭스 광장으로 떨어져 기차 앞부분이 바닥에 박혔다. 광장에 있던 여성 한명이 떨어진 벽돌에 맞아 사망했다. 기관사는 벌금으로 50프랑을 냈고, 간수 한명은 25프랑을 냈다.
이 탈선한 기차는 며칠동안 역 밖에 방치되어 있어서 수많은 사진이 찍혔다. 이 떨어진 기차 사진은 널리 퍼져서 사고의 상징이 되었고 희화되었다. 이 추락한 기차의 복제본은 브라질 테마 파크 안에 전시되어 있다.

## 탈선
1895년 10월 22일, 그랑빌에서 파리로 가는 열차가 수화물 객차 3량, 우편 객차 1량, 여객 객차 6량을 끌고 721번 증기기관차가 끌면서 출발했다. 기차는 오전 8시 45분에 그랑빌역을 출발했지만, 131명의 승객을 파리 몽파르네스 역까지 내리기에는 몇 분 지연된 상태였다. 이 지연된 시간을 만회하기 위해 기차는 대략 40 ~ 60km/h의 너무 빠른 속도로 역에 들어왔고, 웨스팅하우스의 에어브레이크도 말을 듣지 않았다. 열차는 제대로 제동하지 못한 채 차막이를 넘으면서 30m 가까이 되는 역 광장을 지나가고 60cm 정도 되는 두꺼운 벽을 뚫으면서 10m 아래의 렝스 공원으로 추락하여 열차 선두부가 바닥에 박혔다. 공원에 있던 여성 한명이 떨어진 벽돌에 맞아 사망했고, 승객 2명, 소방관 1명, 경비원 2명, 거리를 걷던 보행자 1명이 부상을 입었다.
사망한 여성인 마리 어거스틴 아길라드(Marie-Augustine Aguilard)는 신문사에서 일하는 그의 남편이 석간신문을 모으는 동안 밖에서 기다리는 도중이었다. 철도회사는 장례식 비용을 지불하고 남편과 두 자녀에게 연금을 주었다.

## 여파
기관사는 너무 빠른 속도로 역에 도착한 처벌로 벌금 50프랑을 납부했다. 간수 한명은 서류 작업에 몰두하느라 핸드브레이크를 작동시키지 않은 벌로 25프랑의 벌금을 냈다.
객차는 손상을 입지 않아서 쉽게 뺄 수 있었다. 법적 절차 및 조사에 들어가기 48시간 전에 철도 기관차 및 석탄차를 빼는 것을 허락받았다. 말 14마리를 동원하여 기관차를 뺄려고 했으나 실패했다. 10명의 사람으로 움직이는 250t의 윈치를 동원하여 기관차를 땅에 내리고 다시 역으로 뺄 수 있었다. 기관차를 철도공장으로 운수하여 검사한 결과, 피해를 거의 입지 않은 것으로 확인되었다.

## 유산

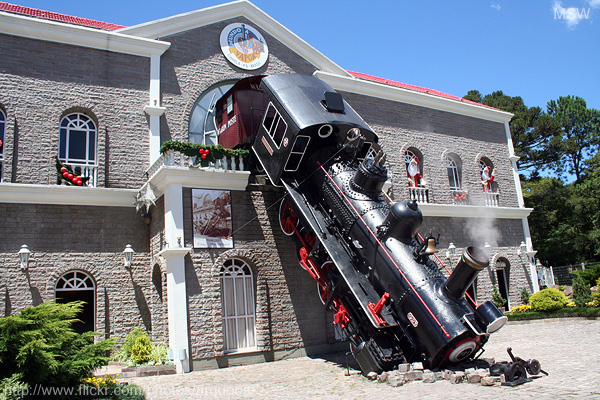
브라질 문도의 증기 테마 공원에 전시된 복제품 모형.

철도가 사고가 난 상태로 며칠간 방치되어 있었기 때문에, 레비 형제 스튜디오나 L. 메르시에, 헨리 로저 바이올렛 등과 같은 많은 사진사가 이 사고 기관차 사진을 촬영했다.
레비 형제의 사진은 교통수단 역사에서 가장 유명한 사진 중 하나로 남아 있다. 저작권이 만료된 이 사진은 존 로버트 타일러의 "An Introduction to Error Analysis" 책의 표지로 쓰이고 있다. 또한, 이 사진은 미국의 하드록 밴드 미스터 빅의 1991년 앨범 Lean into It의 표지 커버로도 쓰였다.

## 참고 문헌
- Richou, G. (1895년 11월 9일). “L'Accident de la Gare Montparnasse”. 《La Nature》 (프랑스어). Scans available online at cnum.cnam.fr, p. 369, p. 370 and p. 371. Accessed 24 October 2012.